# Pi Tucanae
Pi Tucanae (50 Tucanae) é uma estrela na direção da constelação de Tucana. Possui uma ascensão reta de 00h 20m 39.04s e uma declinação de −69° 37′ 29.7″. Sua magnitude aparente é igual a 5.50. Considerando sua distância de 306 anos-luz em relação à Terra, sua magnitude absoluta é igual a 0.64. Pertence à classe espectral B9V.